# Jay Threatt
Pour les articles homonymes, voir Threatt.
Jay L. Threatt, né le 8 août 1989 à Richmond en Virginie, est un joueur américain de basket-ball.

## Biographie
En avril 2021, il s'engage avec l'Élan béarnais Pau-Lacq-Orthez, club de première division française, jusqu'à la fin de la saison.
En août 2021, Threatt rejoint le KAE Larissa, club de première division grecque.

## Vie privée
Il a un frère du nom de Jarvis, lui aussi basketteur.